# Сервис-Телеком
Группа компаний Сервис-Телеком – независимый оператор инфраструктуры для компаний связи, занимается строительством и сдачей в аренду башен для размещения телекоммуникационного оборудования, антенно-мачтовых сооружений (АМС) и опор.

## История
Компания «Сервис-Телеком» вышла на рынок в 2015 году. В этом же году  разместил свои антенно-мачтовые сооружения (АМС) на дорогах Московской области. Также были заключены контракты build-to-suit (BTS) для Мегафона и Tele2. География работ охватывала Москву и область, Санкт-Петербург и СЗФО.  В 2015–2016 годах компания построила 350 объектов инфраструктуры, начала работу на юге России и на Урале. Кроме того, было подписано соглашение о проектном финансировании с Газпромбанком.
В 2017 году «Сервис-Телеком» купил 100% «Линк девелопмент», первой башенной компании в России. После этой сделки у «Сервис-Телекома» стало более 1000 башен. По оценке партнёра AC&M Михаила Алексеева, сумма сделки могла составить от 600 млн до 1 млрд рублей. Гендиректор аналитического агентства «Рустелеком» Юрий Брюквин называет «Линк Девелопмент» высоко маржинальным бизнесом и оценивает его в 3 млрд рублей минус долг, который составляет около 400 млн рублей.
В 2017 году с целью создания платформы для федерального развертывания инфраструктуры связи была образована группа компаний «Сервис-Телеком». 
В 2019 году ГК приобрела «Техноресурс». В этом же году «Сервис-Телеком» вышел на рынок Приволжского ФО. 
В 2020 году были реализованы проекты на инфраструктуре ПАО Россети и ГК Автодор, в том числе установка башен Сервис-Телекома на трассе М11 («Нева»), где были размещены 103 объекта телекоммуникационной инфраструктуры и 356 базовых станции 5G-ready 4-х федеральных операторов мобильной связи (Билайн, МТС, Теле2 и Мегафон).
В 2021 году «Сервис-телеком» купил компанию «Нева телеком», располагающую 250 вышками сотовой связи на северо-западе России. Аналитик «Ренессанс капитала» Александр Венгранович оценивает сумму сделки в диапазоне от 750 млн до 1 млрд рублей.
В декабре 2021 года после одобрения ФАС группа компаний «Сервис-Телеком» закрыла сделку о покупке портфеля антенно-матчевых сооружений в России группы Veon (владеет «Национальной башенной компанией» через «Вымпелкомом»). Сумма сделки составила 70,65 млрд рублей на бездолговой основе, с учётом отложенных платежей. Она включала продажу 100% National Tower Company (NTC), дочерней компании Veon, которая управляет портфелем из примерно 15 400 вышек мобильной сети в РФ. В апреле 2022 года сделка стала лауреатом премии Russia M&A Awards в номинации «Сделка года в телекоме». Она стала первой крупной сделкой в истории российского телеком-рынка по покупке башенного портфеля сотового оператора, что привело к общему изменению рынка.
В декабре 2022 года «Сервис-Телеком» увеличила портфель до 19,1 тыс. антенно-мачтовых сооружений, приобретя двух региональных операторов — «Опора Телеком» и «Дача на связи», которые совместно владеют 500 башнями в Санкт-Петербурге, Воронежской, Пензенской, Ленинградской и Белгородской областях.

## Деятельность
Группа компаний «Сервис-Телеком» – независимый оператор инфраструктуры для компаний связи, занимается строительством и сдачей в аренду башен для размещения телекоммуникационного оборудования, антенно-мачтовых сооружений (АМС) и опор.
Около 99% выручки компании формируют российские федеральные операторы мобильной связи — Билайн, МТС, Теле2 и Мегафон.
По данным «СПАРК-Интерфакса», выручка в 2016 году — 64,9 млн рублей, чистый убыток — 96 млн; в 2020-м – выручка составила 436,6 млн, чистая прибыль – 110 млн. На 2022 год в ГК «Сервис Телеком» входят «Национальная башенная компания», «Линк Девелопмент», «Техноресурс», «Нева телеком».
В октябре 2021 года на объектах «Сервис-Телеком» Tele2 вывела в эфир 100 дополнительных базовых станций вдоль трассы М-11 «Нева», соединяющей Санкт-Петербург с Москвой. Новое оборудование позволило закрыть зоны неуверенного приема и обеспечить связь на протяжении всех 669 км дороги, которая проходит по территории Московской, Тверской, Новгородской и Ленинградской областей. 
На 2022 год «Сервис-Телеком» занимал 21% рынка башенной инфраструктуры России. Под контролем компании около 18,5 тысяч объектов. Работает на всей территории страны, штаб-квартиры находятся в Москве и Санкт-Петербурге. Компания включена в перечень системообразующих организаций Российской Федерации.
Главным показателем доходов на рынке АМС выступает средняя ставка аренды для одного объекта. Она зависит от среднего количества арендаторов на одну башню (tenancy ratio, TR). По данным «AC&M Consulting» на февраль 2022 года, TR у операторов связи равен 1,1–1,2. У «Сервис-Телекома» он составляет 1,9, а в ряде регионов — 2,5–3,5.

## Собственники и руководство
С 2015 по 2017 год компания принадлежала инвестфондам «Сити Капитал» (50%) и шведскому Ruric AB (publ) (50%). 
В 2017 году была образована Группа компаний «Сервис-Телеком». 
В 2017-2019 годах доли в группе компаний были распределены так: Ruric AB (publ) — 50,2%; Сити Капитал — 33%, Дмитрий Соков — 13,4%; Ольга Бердина — 3,4%. 
С 2020 года 75% — у Галины Гуриновой, супруги Вадима Гуринова, основателя «Кордианта», 20% — у Дмитрия Сокова, председателя совета директоров «Кордианта», еще 5% — у Ольги Бердиной, супруги Николая Бердина. Генеральный директор – Николай Бердин. 